# Бургвалле
Бургвалле (фр. Bourgvallées) — муніципалітет у Франції, у регіоні Нижня Нормандія, департамент Манш. Бургвалле утворено 1 січня 2016 року шляхом злиття муніципалітетів Гурфалер, Ла-Мансельєр-сюр-Вір, Сен-Ромфер i Сен-Самсон-де-Бонфоссе. Адміністративним центром муніципалітету є Сен-Самсон-де-Бонфоссе. Населення — 3312 осіб (01.01.2021).

## Історія
1-1-2019 до Бургвалле приєднали колишні муніципалітети Ле-Мені-Ерман і Суль.